# Braga Open 2024
Il Braga Open 2024 è stato un torneo maschile di tennis professionistico. È stata la 6ª edizione del torneo, facente parte della categoria Challenger 75 nell'ambito dell'ATP Challenger Tour 2024, con un montepremi di 73 000 €. Si è giocato dal 30 settembre al 6 ottobre 2024 sui campi in terra rossa del Clube Ténis Braga di Braga, in Portogallo.

## Partecipanti

### Teste di serie
| Nazionalità | Giocatore                  | Ranking* | Testa di serie |
| ----------- | -------------------------- | -------- | -------------- |
| Argentina   | Thiago Agustín Tirante     | 97       | 1              |
| Italia      | Francesco Passaro          | 109      | 2              |
| Cile        | Cristian Garín             | 119      | 3              |
| Slovacchia  | Jozef Kovalík              | 123      | 4              |
| Colombia    | Daniel Elahi Galán         | 127      | 5              |
| Spagna      | Albert Ramos Viñolas       | 133      | 6              |
| Rep. Ceca   | Vít Kopřiva                | 143      | 7              |
| Cile        | Marcelo Tomás Barrios Vera | 159      | 8              |

* Ranking al 23 settembre 2024.

### Altri partecipanti
I seguenti giocatori hanno ricevuto una wild card per il tabellone principale:
- Pedro Araújo
- Gastão Elias
- Frederico Ferreira Silva

I seguenti giocatori sono entrati in tabellone come alternate:
- Javier Barranco Cosano
- Filip Cristian Jianu

I seguenti giocatori sono passati dalle qualificazioni:
- Elmer Møller
- Lukas Neumayer
- Matej Dodig
- João Domingues
- Eric Vanshelboim
- Hynek Bartoň

Il seguente giocatore è entrato in tabellone come lucky loser:
- Clément Tabur

## Punti e montepremi
| Torneo    | Torneo              | V     | F     | SF    | QF    | 2T    | 1T  | Q | Q2  | Q1  |
| Singolare | Punti               | 75    | 44    | 22    | 12    | 6     | 0   | 4 | 2   | 0   |
| Singolare | Premi in denaro (€) | 9,880 | 5,820 | 3,450 | 2,000 | 1,165 | 720 | – | 360 | 185 |
| Doppio    | Punti               | 75    | 44    | 22    | 12    | –     | 0   | – | –   | –   |
| Doppio    | Premi in denaro (€) | 4,250 | 2,450 | 1,480 | 880   | –     | 500 | – | –   | –   |

## Campioni

### Singolare
Elmer Møller ha sconfitto in finale  Daniel Elahi Galán con il punteggio di 6–4, 7–6(4).

### Doppio
Théo Arribagé /  Francisco Cabral hanno sconfitto in finale  Marco Bortolotti /  Daniel Cukierman con il punteggio di 6–3, 6–4.